# Synaptola lugens
Synaptola lugens là một loài bọ cánh cứng trong họ Cerambycidae.